# (1974) Caupolican
(1974) Caupolican (1968 OE) – planetoida z grupy pasa głównego asteroid okrążająca Słońce w ciągu 5,63 lat w średniej odległości 3,16 j.a. Odkryta 18 lipca 1968 roku.